# Myrmecophilus haeckeli
Myrmecophilus haeckeli is een rechtvleugelig insect uit de familie mierenkrekels (Myrmecophilidae). De wetenschappelijke naam van deze soort is voor het eerst geldig gepubliceerd in 1962 door Fernando.